# Perseverance
Perseverance o Perseverancia —apodado Percy— es un vehículo robotizado diseñado y fabricado por el Laboratorio de Propulsión a Reacción para explorar el cráter Jezero de Marte como parte de la misión Mars 2020 del Programa de Exploración de Marte de la NASA. Fue lanzado el 30 de julio de 2020 a las 11:50 UTC desde Cabo Cañaveral en Florida y aterrizó en Marte el 18 de febrero de 2021 a las 20:56 UTC.
Su diseño es casi idéntico al rover Curiosity; cuenta con siete instrumentos científicos para estudiar la superficie marciana empezando desde el cráter Jezero. También lleva a bordo veintitrés cámaras y dos micrófonos. En la misión también navegará el helicóptero explorador Ingenuity, que ayudará al Perseverance a encontrar posibles lugares para estudiar.

## Diseño
El mismo equipo de ingenieros que diseñó el rover Curiosity estuvo involucrado en el diseño de Perseverance. Rediseñaron las ruedas del nuevo rover para que fueran más robustas que las del Curiosity, porque con el transcurso de su uso sobre la superficie del planeta sufrieron algún daño. En esta ocasión sus ruedas serán de una nueva aleación de aluminio, más gruesas y duraderas, con un ancho reducido y un diámetro mayor (52,5 cm) que las ruedas del Curiosity, que eran de 50,5 cm. A su vez, las ruedas de aluminio están cubiertas con tacos de tracción y dotadas de radios de titanio curvos para un soporte elástico. La combinación del conjunto de instrumentos mayores, el nuevo sistema de muestreo y almacenamiento en caché y las ruedas modificadas hacen que el Perseverance sea más pesado que su predecesor en un 17 % (899 kg a 1050 kg). El astromóvil incluye un brazo robótico de cinco articulaciones que mide 2,1 m de largo. Este brazo se utilizará en combinación con una torreta para analizar muestras geológicas de la superficie marciana.
El generador termoeléctrico de radioisótopos multimisión del vehículo (MMRTG por sus siglas en inglés) tiene una masa de 45 kg y utiliza 4,8 kg de dióxido de plutonio como fuente energética constante de calor que se convierte en electricidad. Es un motor nuclear que produce energía eléctrica en forma permanente. La potencia eléctrica generada es de aproximadamente 110 vatios durante el lanzamiento, con una pequeña disminución durante el tiempo de la misión. Se incluyen dos baterías recargables de iones de litio para satisfacer la demanda de las actividades móviles cuando la aquella excede temporalmente los niveles constantes de salida eléctrica del MMRTG. El generador termoeléctrico ofrece una vida útil operativa de catorce años, y fue provisto a la NASA por el Departamento de Energía de los Estados Unidos. A diferencia de los paneles solares, el MMRTG proporciona a los ingenieros una gran flexibilidad para operar los instrumentos del vehículo explorador incluso de noche y durante las tormentas de polvo, y también durante la temporada de invierno.
El ordenador del rover utiliza un RAD750 de BAE preparado para la radiación del motor nuclear; dispone de 128 megabytes de memoria volátil DRAM y opera a 133 MHz. El software de vuelo es capaz de acceder a otros cuatro gigabytes de memoria NAND no volátil que se encuentran en otra tarjeta.
Junto al Perseverance y como parte de Mars 2020 también viaja el helicóptero experimental Ingenuity. Un helicóptero eléctrico alimentado con energía solar que pesa 1,8 kg, que pondrá a prueba tanto su estabilidad en el vuelo como la posibilidad de utilizarlo para hacer de avanzadilla al astromóvil ayudando en la planificación de la ruta durante un período planificado de treinta días. Aparte de las cámaras no lleva ningún instrumento científico.

## Misión

### Objetivos científicos
Perseverance tiene cuatro objetivos científicos:
1. Búsqueda de habitabilidad: identificar ambientes que pudieron ser capaces de albergar vida microbiana.
2. Búsqueda de biofirmas: buscar signos de posible vida microbiana en esos ambientes habitables, particularmente en rocas especiales que se conoce que preservan estos signos en el tiempo.
3. Almacenamiento de muestras: recoger muestras de tierra y roca, y almacenarlas en la superficie.
4. Allanar el camino a los humanos: probar la generación de oxígeno en la superficie marciana a partir del CO2 atmosférico.

### Nombre

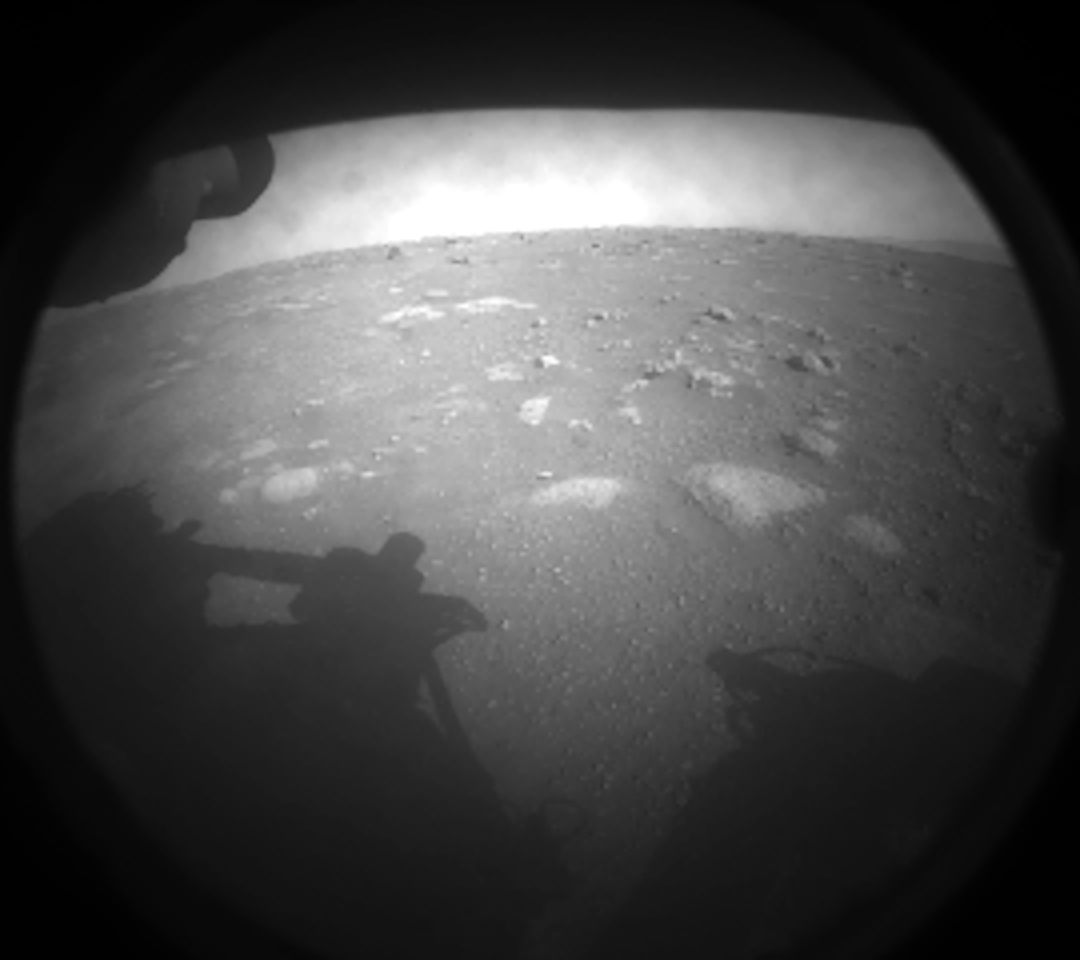
Primera foto de Perseverance (18.02.2021)

Thomas Zurbuchen, administrador asociado de la Dirección de Misiones Científicas de la NASA, seleccionó el nombre Perseverance tras un concurso orientado a todos los alumnos de primaria y secundaria del país que recibió un total de 28 000 propuestas y alrededor de 772 000 votos. El 5 de marzo de 2020 se anunció que el ganador había sido un estudiante de séptimo grado de Virginia, Alexander Mather. Además del honor de poner el nombre al astromóvil el ganador y su familia fueron invitados por al Centro espacial John F Kennedy a ver el lanzamiento del mismo desde la Estación de la Fuerza Aérea de Cabo Cañaveral en Florida.
Mather escribió en su ensayo ganador:

"Curiosity. InSight. Spirit. Opportunity. If you think about it, all of these names of past Mars rovers are qualities we possess as humans. We are always curious, and seek opportunity. We have the spirit and insight to explore the Moon, Mars, and beyond. But, if rovers are to be the qualities of us as a race, we missed the most important thing. Perseverance. We as humans evolved as creatures who could learn to adapt to any situation, no matter how harsh. We are a species of explorers, and we will meet many setbacks on the way to Mars. However, we can persevere. We, not as a nation but as humans, will not give up. The human race will always persevere into the future".

traducido al español:

"Curiosidad. Perspicacia. Espíritu. Oportunidad. Si lo piensas, todos esos nombres de los anteriores rovers marcianos son cualidades que tenemos como humanos. Siempre somos curiosos y buscamos oportunidades. Tenemos el espíritu y la perspicacia para explorar la Luna, Marte y más allá. Pero, si los rovers deben ser nuestras cualidades como raza, nos hemos olvidado de lo más importante. La perseverancia. Los humanos hemos evolucionado como criaturas capaces de adaptarnos a cualquier situación, sin importar lo dura que sea. Somos una especie de exploradores, y nos vamos a encontrar con muchos imprevistos de camino a Marte. Pero podemos perseverar. Nosotros, no como una nación sino como humanos, no nos daremos por vencidos. La raza humana siempre perseverará hacia el futuro".

### Estado actual
Perseverance despegó con éxito el 30 de julio de 2020 a las 11:50 UTC (7:50 EDT) a bordo de un Atlas V de United Launch Alliance desde el Complejo de Lanzamiento 41 de la Estación de la Fuerza Aérea de Cabo Cañaveral en Florida.
El astromóvil amartizó con éxito en el cráter Jezero el 18 de febrero de 2021 a las 20:55:27 para comenzar los experimentos.

### Ubicación actual

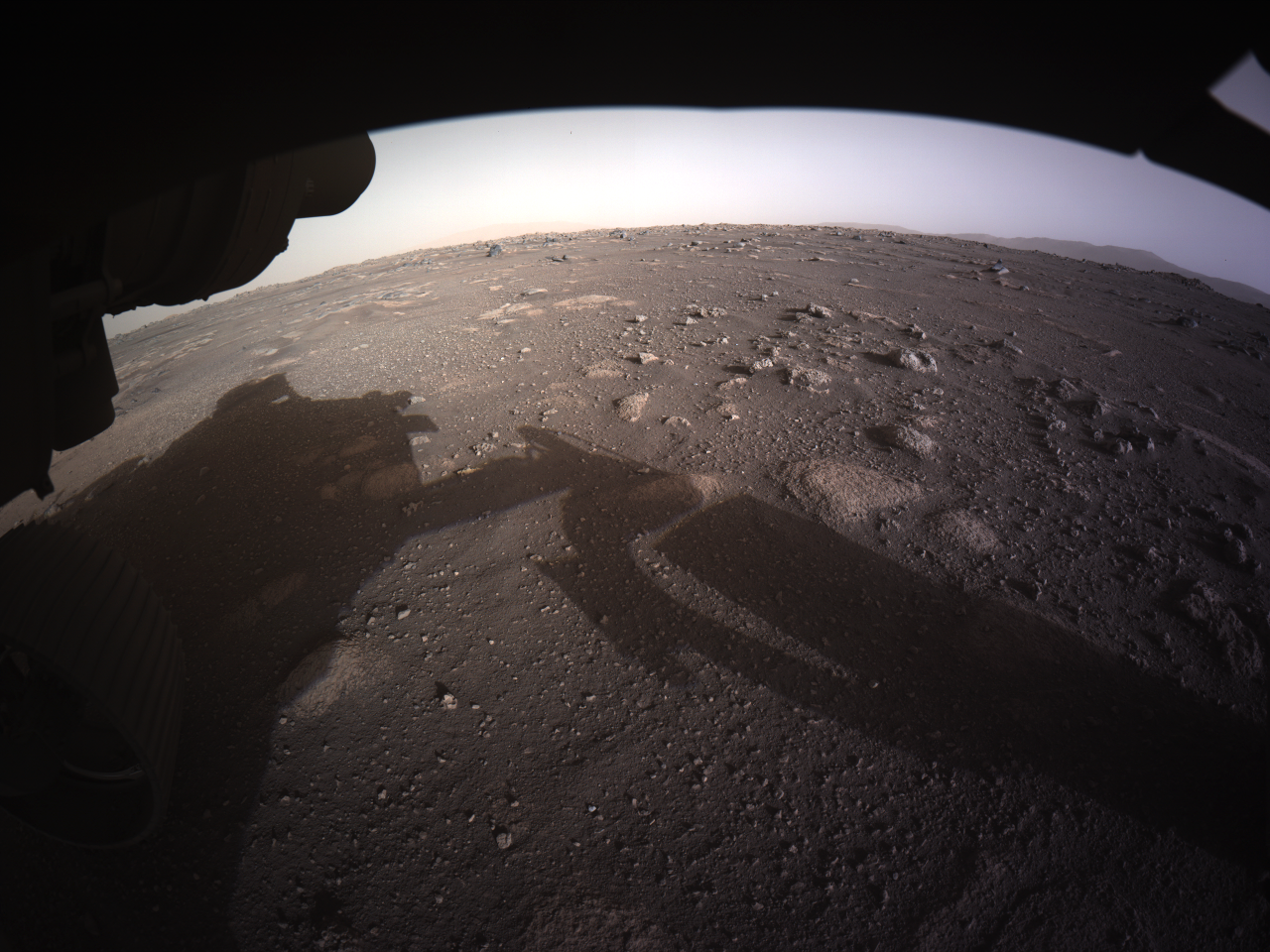
Primera imagen a color tomada por el astromóvil.

El sitio web Eyes on the Solar System de la NASA proporciona un sistema de seguimiento en tiempo real para Perseverance e Ingenuity durante su fase de viaje interplanetario de seis meses. El sitio interactivo proporciona controles para personalizar la experiencia de visualización.

## Instrumentos científicos

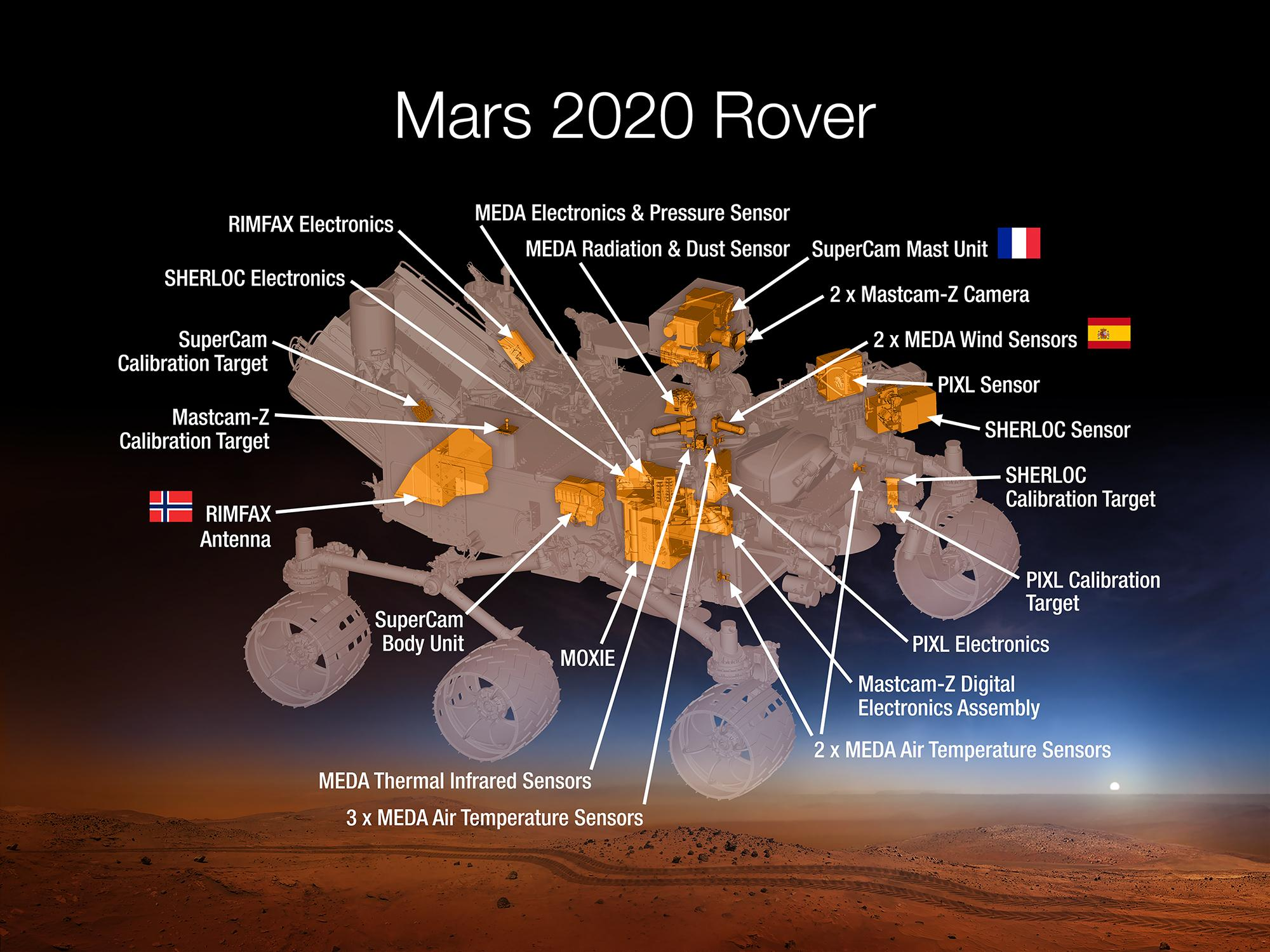
Diagrama ilustrativo con la ubicación de los instrumentos científicos a bordo del rover Perseverance

Sobre la base de los objetivos científicos, se evaluaron casi 60 propuestas para los instrumentos del rover y, el 31 de julio de 2014, la NASA anunció los siete que viajarían a bordo:
- Planetary Instrument for X-Ray Lithochemistry – PIXL (Instrumento Planetario para Litio-química en rayos X), un espectrómetro de fluorescencia de rayos X para determinar la composición elemental a una escala fina de materiales de la superficie de Marte. Investigadora principal: Abigail Allwood, Laboratorio de Propulsión a Chorro de la NASA (JPL, por sus siglas en inglés), Pasadena, California.[31][32]

- Radar Imager for Mars’ Subsurface Exploration – RIMFAX (Sensor de Imágenes por Radar para la Exploración del Subsuelo Marciano), un georradar que utilizará un radar para explorar bajo tierra y conocer la geología de la zona. Investigador principal: Svein-Erik Hamran, Instituto Forsvarets Forskning, Noruega.[33][34]

- Mars Environmental Dynamics Analyzer – MEDA (Analizador de Dinámica Ambiental Marciana), una especie de estación meteorológica que proveerá información acerca de las condiciones alrededor del astromóvil, tales como temperatura, humedad, tamaño y forma del polvo, velocidad y dirección del viento. Investigador principal: José Antonio Rodríguez Manfredi, Centro de Astrobiología, Instituto Nacional de Técnica Aeroespacial, España.[35]

- El Mars Oxygen ISRU Experiment – MOXIE (Experimento ISRU de Oxígeno en Marte), un dispositivo de utilización de recursos in situ que intentará producir oxígeno a partir de la atmósfera de Marte, la cual está compuesta por dióxido de carbono. Investigador principal: Michael Hecht, Instituto Tecnológico de Massachusetts, Cambridge, Massachusetts.[36] Esta tecnología podría ser utilizada en el futuro para mantener la vida humana o hacer combustible de cohete para misiones de retorno.[37]

- SuperCam, un instrumento que puede detectar compuestos orgánicos presentes en rocas y regolito, a través de la mineralogía y análisis de composición química. Investigador principal: Roger Wiens, Laboratorio Nacional Los Álamos, Nuevo México.

- Mastcam-Z, un sistema de cámaras capaces de realizar acercamiento (zum) y tomar imágenes panorámicas o espectroscópicas. Investigador principal: Jim Bell, Universidad Estatal de Arizona.

- Scanning Habitable Environments with Raman and Luminescence for Organics and Chemicals – SHERLOC (Escaneo de Ambientes Habitables con Raman y Luminiscencia para compuestos Orgánicos y Químicos), el cual examinará el espectro de muestras superficiales para conocer su composición, y posiblemente para encontrar compuestos orgánicos. Investigador principal: Luther Beegle, JPL.[38][39]

Además de los instrumentos científicos el astromóvil estará equipado con 23 cámaras y, por primera vez en una sonda marciana, dos micrófonos que se utilizarán durante el aterrizaje, la conducción y la recogida de muestras.
|       |
| MOXIE |

|      |
| PIXL |

|         |
| SHERLOC |

| |
| Propuesta de helicóptero no tripulado con energía solar para la ayuda de la navegación del astromóvil. |

A pesar de que varios de estos instrumentos resultan ser nuevas tecnologías, Mastcam-Z nació de otra ya probada en Marte. Versiones anteriores de este instrumento viajaron en el Curiosity, al igual que en sus predecesores Spirit y Opportunity, que aterrizaron en el planeta rojo en el año 2004.

## «Envía tu nombre a Marte»
La campaña de la NASA «Envía tu nombre a Marte» (en inglés: Send Your Name to Mars) invitó a personas de todo el mundo a enviar su nombre al planeta rojo a bordo del próximo rover. Los nombres fueron grabados utilizando un chorro de electrones en tres chips de silicio, junto con los ensayos de los 155 finalistas del concurso para nombrar al astromóvil. Después se montaron en una placa de aluminio junto con un grabado que muestra la Tierra, el Sol y Marte, que fue acoplada al rover el 26 de marzo de 2020.

## Homenaje al personal médico
Perseverance, que fue lanzado durante la pandemia de COVID-19, usó una placa a modo de agradecimiento a los trabajadores de la salud que ayudaron durante la pandemia, una placa de 8 × 13 cm (3,1 x 5,1 pulgadas) con el símbolo de la Vara de Esculapio. El gerente del proyecto, Matt Wallace, dijo que esperaba que las generaciones futuras que vayan a Marte puedan apreciar a los trabajadores de la salud que estuvieron en la primera línea contra el COVID-19.

## Montaje
Montaje del Perseverance (2019).